# Erich von Neusser
Erich von Neusser (né le 23 octobre 1902 à Brno, mort le 28 août 1957 à Vienne) est un producteur de cinéma autrichien.

## Biographie
Neusser va d'abord dans une Handelsakademie de Vienne et en 1924, il intègre l'école d'art dramatique de l'UFA à Berlin. En 1925, l'UFA le réoriente et le fait travailler d'abord comme assistant réalisateur, chef d'unité et assistant de production, à la fin auprès du producteur Günther Stapenhorst.
L'ascension de Neusser est parallèle à la prise du pouvoir par les nazis en janvier 1933. Il est un des premiers partisans du NSDAP. Le 10 avril 1933, sur le tournage de Kind, ich freu' mich auf Dein Kommen, le directeur de production du film, Erich von Neusser, entre dans le studio de cinéma et annonce : « Quiconque n'est pas de sang aryen pur ici quitte le studio immédiatement ». Le réalisateur Kurt Gerron se fige sous le choc puis sort. Gerron, que les nazis ont dénigré comme « juif modèle », n'a plus d'autorisation spéciale pour son travail d'acteur et de réalisateur. Neusser est officiellement autorisé à terminer le tournage du film et est nommé co-réalisateur lors de la première (bien que sa contribution à ce film fût probablement minime). Hans Steinhoff, membre du NSDAP, tourne quelques scènes du film, mais il reste complètement anonyme. À la suite du départ de Stapenhorst pour la Grande-Bretagne en 1935 après l'achèvement du tournage d’Amphitryon, Erich von Neusser est promu chef du groupe de production UFA.
Quelques mois après l'Anschluss en 1938, il retourne à Vienne et prend le poste de directeur adjoint de la production de Wien-Film, pour lequel, en plus des productions de divertissement classiques, il donne le film de propagande Heimkehr réalisé par Gustav Ucicky. En 1944, Erich von Neusser devient le chef de groupe de production de Prag-Film dans le protectorat de Bohême-Moravie occupé par les Allemands.
De retour à Vienne, la première œuvre d'après la Seconde Guerre mondiale de Neusser est la biographie de Beethoven Eroica, dont il est responsable en tant que directeur de production. En 1950, lui et son frère Fritz Neusser (1903-1971) fondent leur propre société de production Neusser-Film GmbH, avec laquelle Neusser produit exclusivement le réalisateur Franz Antel.

## Filmographie
En tant que producteur
- 1933 : Kind, ich freu' mich auf Dein Kommen
- 1935 : Barcarolle
- 1936 : Donogoo
- 1937 : Mon fils, monsieur le Ministre (de)
- 1938 : Kleiner Mann – ganz groß (de)
- 1938 : Ein Mädchen geht an Land (de)
- 1940 : Le Maître de poste
- 1943 : Rêve blanc
- 1952 : Der Obersteiger
- 1953 : Une valse pour l'empereur
- 1954 : Manœuvres impériales
- 1954 : L'Été et les amours
- 1955 : Espion, colonel Redl (de)
- 1956 : Symphonie en or